# Ротер-Майн
Ротер-Майн (нем. Roter Main, Красный Майн) — река в Германии, протекает по земле Бавария. Левая составляющая Майна.
Ротер-Майн берёт начало на склонах горного массива Франконский Альб. Течёт на север. Сливаясь с рекой Вайсер-Майн образует Майн.
Общая длина реки составляет 71,8 км, площадь водосборного бассейна — 519 км². Высота истока 581 м. Высота устья 298 м.
Речной индекс 2412. Перепад высоты 283 м.